# Conosmilia
Genre
Espèces de rang inférieur
- † Conosmilia anomala Duncan, 1865[1]
- † Conosmilia contorta Tenison-Woods, 1878
- † Conosmilia elegans Duncan, 1865[1]
- † Conosmilia granulata Dennant, 1904
- † Conosmilia lituolusDuncan, 1870
- † Conosmilia striataDuncan, 1865[1]
- † Conosmilia stylifera Dennant, 1904

Conosmilia est un genre éteint de coraux durs (scléractiniaires) de la famille des Flabellidae. Les différentes espèces datent de l'ère tertiaire. L'espèce C. elegans provient de terrains tertiaires du sud de l'Australie (Geelong, État du Victoria). 